# William Philip Hiern
William Philip Hiern  (Devonshire, 19 de enero de 1839- 28 de noviembre de 1925) fue un matemático, botánico y briólogo inglés. Hiern concurrió de 1857 a 1861, al St. John's College, Cambridge, profundizando en una "grado de primera clase" en matemática. Luego, en 1886, ingresó a Oxford University.
Trabajó en Devon, contribuyendo extensamente al "J. of Botany". Muchos de sus especímenes de herbario se conservan, además de susu manuscritos, en el Museo de Historia Natural de Londres y en el Real Jardín Botánico de Kew.

## Algunas publicaciones
- Hiern, WP. 1899. Alsine in the British flora. Ed. West Newman. 5 p.

- ----. 1897. Isle of Man plants (Journal of Botany). 5 p.

### Libros
- Hiern, WP. 1896. Catalogue of the African Plants: Dicotyledons, Part 4, Lentibulariaceae to Ceratophylleae. Reditó 2008 Friedrich Welwitsch. 280 pp. ISBN 978-0-548-95732-5

- ----. 1873. A monograph of Ebenaceae (Transactions of the Cambridge Philosophical Society). Ed. University Press. 300 p.

## Honores

### Epónimos
Género
- (Scrophulariaceae) Hiernia S.Moore[1]

Especies
- (Apiaceae) Pimpinella hiernii M.Hiroe[2]

- (Asteraceae) Emilia hiernii C.Jeffrey[3]

- (Celastraceae) Hippocratea hierniana Exell & Mendonça[4]

- (Ebenaceae) Diospyros hierniana (King & Gamble) Bakh.[5]

- (Ebenaceae) Diospyros hiernii Koord.[6]

- (Euphorbiaceae) Euphorbia hiernii (Croizat) Oudejans[7]

- (Meliaceae) Aglaia hiernii Koord. & Valeton ex Koord.[8]

- (Meliaceae) Aglaia hiernii M.V.Viswan. & K.Ramach.[9]

- (Ochnaceae) Gomphia hiernii (Tiegh.) Lye[10]

- (Rosaceae) Rubus hiernii Ridd.[11]

- (Rubiaceae) Chassalia hiernii (Kuntze) G.Taylor[12]

- (Rubiaceae) Ecpoma hierniana (Wernham) N.Hallé & F.Hallé[13]

- (Rubiaceae) Gardenia hiernii Scott-Elliot[14]

- (Rubiaceae) Pavetta hierniana Bremek.[15]

- (Rubiaceae) Sabicea hierniana Wernham[16]

- (Rutaceae) Vepris hiernii Gereau[17]

- La abreviatura «Hiern» se emplea para indicar a William Philip Hiern como autoridad en la descripción y clasificación científica de los vegetales.[18]